# W. A. Mathieu
William Allaudin Mathieu (* 1937) ist ein US-amerikanischer Komponist, Pianist, Musikpädagoge und Chorleiter.

## Leben
Mathieu studierte bei William Russo, Easley Blackwood und Hamza El Din und war über 25 Jahre Schüler des nordindischen Sängers Pran Nath. In den 1960er Jahren wirkte er einige Zeit als Komponist und Arrangeur für die Orchester Stan Kentons und Duke Ellingtons und als musikalischer Leiter des Second City Theatre in Chicago, zu dessen Mitbegründern er zählt, und des Committee Theatre in San Francisco. Daneben unterrichtete er am San Francisco Conservatory of Music und am Mills College, leitete bis 1982 den Sufi Choir, den er 1969 gegründet hatte und schrieb Kolumnen für die Zeitschriften Downbeat und Piano Today. Seit den 1980er Jahren widmet er sich seinen Aktivitäten als Komponist, Pianist, Lehrer und Autor.

## Diskographie
- Streaming Wisdom, 1981
- In the Wind, 1983
- Narratives, 2002
- This Marriage, 2002
- Three Compositions for Piano, 2002
- Say I Am You, 2003
- Game / No Game, 2004
- Second Nature, (1983), 2004
- Rumi & Strings, 2005
- The Ghost Opera, 2006
- Songs of Samsara, 2009
- Antiphons Across Time / Flower of the Maiden, 2013
- Café Hafiz – Twenty-One Songs for Your Serious Entertainment, 2014
- Magic Clavier Book I, 2015
- 5:4 – Compositions for Piano, 2015
- First String Quartet, 2016
- Magic Clavier Book II, 2018
- Second String Quartet, 2022

## Schriften
- The Listening Book: Discovering your own music (1991), ISBN 0-87773-610-3
- The Musical Life: Reflections on what it is and how to live it (1994), ISBN 0-87773-670-7
- Harmonic Experience: Tonal harmony from its natural origins to its modern expression (1997), ISBN 0-89281-560-4
- Bridge of Waves: What music is and how listening to it changes the world (2010), ISBN 1-59030-732-1